# پاولو اولینیک
پاولو اولینیک (اوکراینی: Павло Станіславович Олійник؛ زادهٔ ۲۱ فوریهٔ ۱۹۸۹) یک کشتی‌گیر کشور اوکراین است.
از افتخارات وی می‌توان به کسب مدال برنز وزن ۹۷ و ۹۶ کیلوگرم کشتی آزاد مسابقات قهرمانی کشتی جهان ۲۰۱۵ و مسابقات قهرمانی کشتی جهان ۲۰۱۳ اشاره کرد.